# Скица
Скица (от гръцки σχέδιος – „направена импровизация“) е бързо изпълнена рисунка от ръка, която обикновено не е предназначена за завършена работа. Скицата може да има редица цели: тя може да запише нещо, което художникът вижда, може да запише или да разработи идея за по-късна употреба или може да се използва като бърз начин за графично демонстриране на изображение, идея или принцип.
Скици могат да се правят във всякакви среди за рисуване. Терминът най-често се прилага за графична работа, изпълнявана в суха среда като сребърна игла, графит, молив, въглен или пастел. Може да се отнася и за рисунки, изпълнени с химикал и мастило, цифров вход като цифрова писалка, акварел и маслени бои. Последните две обикновено се наричат „скици с воден цвят“ и „скици с маслени бои“. Скулпторът може да моделира триизмерни скици в глина, пластилин или восък.

## Скициране
Скицирането обикновено е предписана част от проучванията на студенти по изкуства. Това обикновено включва правене на скици от жив модел, чиято поза се променя на всеки няколко минути. „Скица“ обикновено предполага бърза и свободно работа с въглен, докато свързани термини като етюд, модел и „подготвителен чертеж“ обикновено се отнасят до по-завършени и внимателни произведения, които да бъдат използвани като основа за финална работа, често в различна среда, но разграничението е непрецизно.
Повечето визуални художници използват в по-голяма или по-малка степен скицата като метод за запис или разработване на идеи. Скицниците на някои отделни художници са станали много добре известни, включително тези на Леонардо да Винчи и Едгар Дега, които са се превърнали в обекти на изкуството сами по себе си, като много страници показват завършени проучвания, както и скици. Терминът „скицник“ се отнася до книга с празна хартия, върху която художник може да рисува (или вече е нарисувал) скици. Книгата може да бъде закупена свързана или може да съдържа свободни листа от скици, сглобени или подвързани заедно.
Скицирането се използва и като форма на комуникация в области на продуктовия дизайн като индустриалния дизайн. То може да се използва за комуникация на дизайнерските намерения и е най-широко използвано в идеите. Може да се използва за картографиране на етажни планове на домовете (кадастри).
Способността за бързо записване на впечатления чрез скициране е намерила различни цели в днешната култура. Скици в съдебната зала записват сцени и лица в съдилища. Скици, изготвени, за да помогнат на властите да намерят или идентифицират издирваните хора, се наричат „фоторобот“ (съставни скици). Уличните художници в популярни туристически райони скицират портрети за минути.

## Галерия
- Три скици в цвят сепия за конен паметник, Леонардо да Винчи, 1508
- Скица с писалка и мастило на идея за летяща машина със спирален ротор, Леонардо да Винчи.
- Скица на глава в парадна каска, Микеланджело, ок. 1500
- Скица с мастило на две жени, които учат бебето да ходи, Карел Фабриций, ок. 1640
- Скица с молив и мастило на Piazetta, Венеция, Canaletto, ок. 1730
- Скица с въглен на върби от Томас Гейнсбъро, ок 1750
- „Пашата“, мастилена скица от Jean-Honoré Fragonard, края на 1700-те
- Маслена скица на облаци от Джон Констебъл, 1821
- Скица на пейзаж с молив от Камил Коро, 1870
- Nocturene-Battersea Bridge, пастелна скица от Уислър, 1872
- Le Bouchon, скица с четка и мастило от Едуар Мане, 1878
- „Момиче в гребна лодка“, молив, мастило и акварел, Пиер-Огюст Реноар, 1870-те
- Скица на пейзаж с четка и мастило с измивания, Пол Сезан, (1888 – 90)
- Скица с масло „Дете в шапка с черна розетка“, Мери Касат, ок. 1910
- Скица на полегнала голота в измивания с четки и мастило, Лайош Тихани, 1910
- Girl Knitting by the Sea, молив и акварел от Тео ван Дусбург, 1918
- Две мастилени скици на „Кришна, свирещ на флейта“, ван Дусбург, нач. на XX век
- Скица на мъжка голота в черен пастел, Егон Шиле, 1918
- Скица на акварелен пейзаж, John Weeks, ок. Circa 1950
- Съдебна скица от процесите на „Ню Хейвън Черната пантера“, Робърт Темпълтън, 1971